# Zuidplaspolder

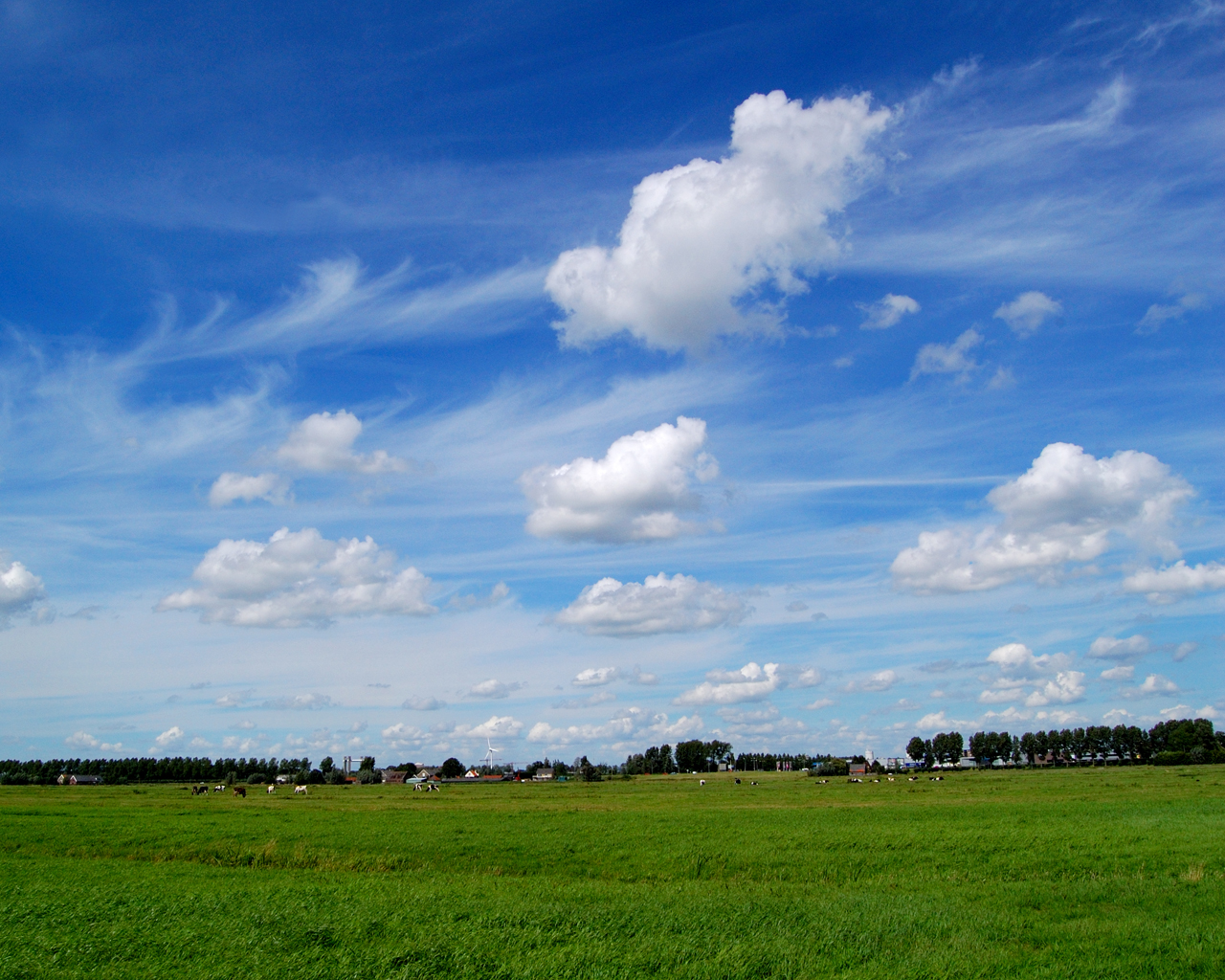
De Zuidplaspolder bij Moordrecht

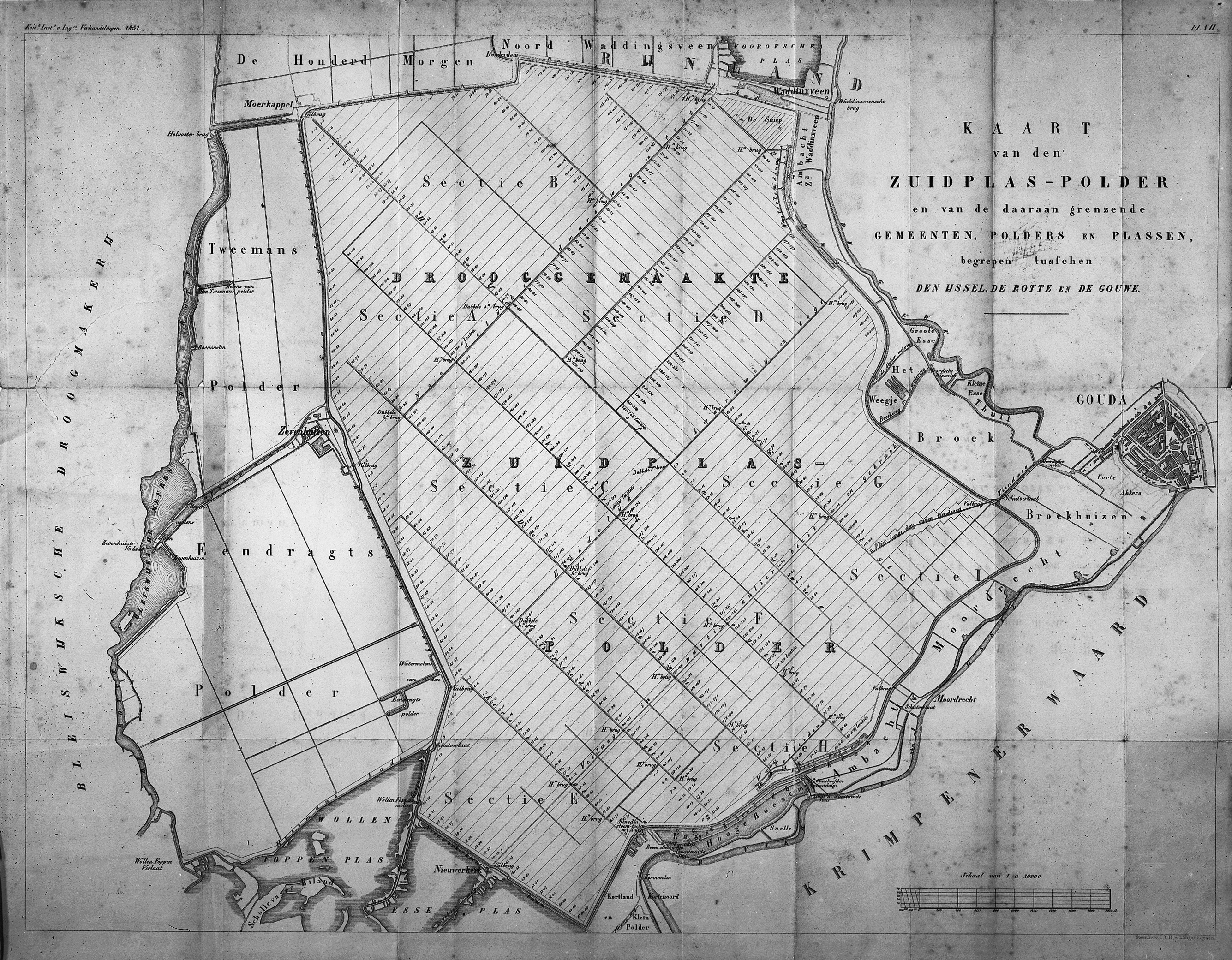
Kaart van de Zuidplaspolder uit 1850

De Zuidplaspolder is een droogmakerij in de provincie Zuid-Holland, gelegen tussen Rotterdam-Nesselande, Zevenhuizen, Moerkapelle, Waddinxveen, Gouda, Moordrecht en Nieuwerkerk aan den IJssel. In deze polder, die zijn naam heeft gegeven aan de gemeente Zuidplas, bevindt zich het laagste punt van Nederland: 6,76 m onder NAP (meting 2005).

## Geschiedenis
Door intensieve veenwinning heeft tot in de 19e eeuw een groot meer bestaan, de "Zuidplas". Hier waren risico's aan verbonden voor het omliggende gebied. Bovendien hechtte men grote waarde aan landbouwgrond in de 19e eeuw. Koning Willem I nam in 1816 het besluit tot het droogleggen van de plas. In de jaren daarna werd een ruimtelijk inrichtingsplan opgesteld. Op basis van een lijn tussen de kerktorens van Moerkapelle en Moordrecht werd een raster ontworpen met daarin "blokken" van ongeveer 800 × 800 meter. De sloten eromheen worden "tochten" genoemd.
In 1825 begon de daadwerkelijke drooglegging. Het technisch bestuur en de leiding ervan werd aan Jan Anne Beijerinck opgedragen. Met behulp van dertig windmolens werd de polder leeggemalen naar een ringvaart en in 1840 was de klus geklaard. Maar voor het zover was, brak een staking uit, waarbij de leiders met rode vlaggen de werkwilligen verhinderden om aan het werk te gaan. Het garnizoen van Gouda rukte uit om aan de arbeidsonrust een einde te maken. Wel kregen de polderaars een kleine loonsverhoging.
Veertig jaar later namen stoomgemalen (voor het eerst gebruikt in de Zuidplaspolder) de taak van de molens over om de waterstand te regelen. Tegenwoordig staan er elektrische gemalen. Op enkele plaatsen na is het oorspronkelijke raster bewaard gebleven.

## Toekomst: Vijfde Dorp
Op 19 mei 2021 heeft de gemeenteraad van Zuidplas besloten in de Zuidplaspolder het Vijfde Dorp met 8000 woningen, omringend landschap en twee bedrijventerreinen te gaan bouwen. Op 12 oktober 2024 maakt de gemeente bekend dat het nieuwe dorp de naam Cortelande zal dragen.
Hierover werd in oktober 2021 de milieueffectrapportage uitgebracht. De commissie adviseerde de keuze van de laaggelegen Zuidplaspolder als locatie voor een nieuw dorp te onderbouwen met voorafgaand gedegen onderzoek naar de waterhuishouding in de gehele Zuidplaspolder, in het licht van de actuele kennis over de gevolgen van klimaatverandering, zoals overstromingen en extreme regenval. In 2023 heeft de gemeenteraad van Zuidplas ingestemd met de nota van uitgangspunten voor het hele middengebied, inclusief twee industriegebieden en een bos.
Op 26 juni 2024 heeft de Hoogheemraadschap van Schieland en de Krimpenerwaard besloten in beroep te gaan bij de Raad van State tegen het bestemmingsplan Middengebied Zuidplaspolder dat op 14 mei 2024 is vastgesteld door de gemeenteraad van Zuidplas. Het hoogheemraadschap is van oordeel dat de gemeente gemaakte afspraken en waterstaatkundige voorwaarden voor een duurzaam goede en veilige leefomgeving onvoldoende heeft verwerkt het bestaande plan. Het hoogheemraadschap is niet gerust op de maatregelen in het licht van de klimaatverandering, zoals meer neerslag en ook in kortere tijd. Rijkswaterstaat heeft ook bezwaar aangetekend tegen de plannen. Rijkswaterstaat vindt de gemeentelijke plannen tekortschieten met betrekking tot de verwachte toename van verkeer op de snelwegen A12 en A20. Verder is er onenigheid over de vraag wie de kosten moet dragen voor het verbreden van de viaducten over de A20.
Alblasserwaard¹ · Beijerland · Betuwe¹ · Bollenstreek¹ · Delfland · Drechtsteden · Eiland van Dordrecht · Goeree-Overflakkee · Groene Hart¹ · Hoeksche Waard · Holland¹ · Hollandse Biesbosch · IJsselmonde · Krimpenerwaard · Prins Alexanderpolder · Randstad¹ · Rijnland¹ · Rijnmond · Rivierengebied¹ · Schelde- en Maasdelta¹ · Schieland · Tielerwaard¹ · Tiengemeten · Voorne-Putten · Westland · Zuidplaspolder · Zwijndrechtse Waard
¹  ligt ook buiten Zuid-Holland